# Austrodrillia dimidiata
Austrodrillia dimidiata é uma espécie de gastrópode do gênero Austrodrillia, pertencente a família Horaiclavidae.